# Kreeftskeerkring

De Kreeftskeerkring (rode lijn)

De Kreeftskeerkring is een bijzondere parallel, een kleincirkel rond de Aarde die op ongeveer 23½° Noorderbreedte (exact: 23,439° of 23° 26′ 22″) ligt.  De overeenkomstige breedtegraad op het zuidelijk halfrond is de Steenbokskeerkring.
De naam is afgeleid van het sterrenbeeld Kreeft en herinnert aan de situatie gedurende de laatste twee millennia voor het begin van onze jaartelling, toen de zon tijdens de zonnewende op de Kreeftskeerkring in het sterrenbeeld Kreeft stond. Dit is als gevolg van precessie al lang niet meer het geval: sinds het jaar 118 staat de zon tijdens de junizonnewende in het sterrenbeeld Tweelingen. De Kreeftskeerkring wordt ook wel noorderkeerkring genoemd.
De Kreeftskeerkring markeert de hoogste breedte op het noordelijk halfrond waar de zon in het zenit kan staan, loodrecht boven het aardoppervlak. Dit gebeurt rond 21 juni, tijdens de junizonnewende, en markeert het begin van de noordelijke astronomische zomer. Als gevolg van variaties in de obliquiteit van de Aarde verschuift de Kreeftskeerkring door de eeuwen heen, in een cyclus van ongeveer 41.000 jaar. Deze zal zich de komende 9800 jaar zeer langzaam naar het zuiden verplaatsen, totdat hij rond het jaar 11800 n.Chr. op ongeveer 22,6° noorderbreedte ligt. Tijdens het laatste maximum, zo'n 10700 jaar geleden, lag de Kreeftskeerkring op 24,4° noorderbreedte.
De Kreeftskeerkring loopt door de volgende landen:
- Mexico
- Bahama's
- Westelijke Sahara
- Mauritanië
- Mali
- Algerije
- Niger
- Libië
- Tsjaad
- Egypte
- Saoedi-Arabië
- Verenigde Arabische Emiraten
- Oman
- India
- Bangladesh
- Myanmar
- Volksrepubliek China
- Taiwan

Evenaar · Poolcirkel · Noordpoolcirkel · Zuidpoolcirkel

Keerkring · Kreeftskeerkring · Steenbokskeerkring